# Weidig (Burg-Reuland)
Weidig ist eine Einzelsiedlung in der belgischen Eifel mit drei Einwohnern, die zur Gemeinde Burg-Reuland in der Deutschsprachigen Gemeinschaft gehört. Weidig besteht aus lediglich zwei Häusern.

## Geografie
Weidig liegt etwas erhöht im Ourtal zwischen Weweler im Norden, Diepert im Osten, Stoubach im Süden und Lascheid (Burg-Reuland) im Westen (alle Gemeinde Burg-Reuland). Bei Weidig fließt der Schlierbach in die Our.